# Kronologija Domovinskog rata: travanj 1992.

### 1. travnja
- Opća opasnost u Osijeku, Unešiću, mjere krajnjeg opreza u Šibeniku, Dubravicama, Bilicama, Raslini i Lozovcu.[1]
- Nakon napada četnika na Bijeljinu, Muslimani podigli barikade na izlazima iz grada i započeli ulične borbe protiv paravojske iz Srbije.[1]
- Srbijanska Skupština u Beogradu, većinom glasova, odbila prijedlog da se po hitnom postupku razmatra razoružanje paravojnih formacija u Srbiji. Ministar policije Zoran Sokolović, naime, tvrdi da u Srbiji nema paravojnih formacija.[1]
- U Bruxellesu održani pregovori čelnika BiH pod okriljem EZ. Dogovoreno osnivanje radne skupine od predstavnika triju naroda i zastupnika EZ, koja će definirati novi zemljovid o ustroju posebnih jedinice.[1]

### 2. travnja
- Tadžikistan priznao Republiku Hrvatsku.[1]
- Jugovojska šverca zrakoplove u Burmu, pa na taj način krši sporazum koji je 1972. godine potpisala s Rolls Royceom.[1]
- Ministarstvo obrane Republike Hrvatske poslalo Vrhovnoj komandi JA i Hrvatskom uredu pri Misiji EZ, a preko njih i snagama UNPROFOR-a, najoštriji prosvjed u svezi kršenja Sarajevskog sporazuma.[1]
- Bijeljina na udaru srpskih paravojski - arkanovaca i šešeljevaca.[1]
- Predsjednik BiH Alija Izetbegović izjavljuje na konferenciji za novinstvo u Sarajevu: Mislim da se na tlu Bosne i Hercegovine ne radi o ratu. Sukobi će u BiH prestati čim 7. travnja Bosna i Hercegovina bude priznata kao suverena i nezavisna.[1]

### 3. travnja
- Južnoafrička Republika priznala Republiku Hrvatsku.[1]
- Indijski ministar inozemnih poslova J.P. Khoslam najavio mogućnost priznavanje Hrvatske.[1]
- Nastavljen egzodus Hrvata iz Benkovca i Obrovca - 105 novih prognanika.[1]
- Masakr u Bijeljinskoj džamiji. Tuzla, Brčko, i drugi gradovi sjeveroistočne Bosne opkoljeni srpskom armijom.[1]
- Srboarmija napala sela Tomislavgradske općine - Šuica obranjena.[1]
- Srbi iseljavaju iz Sarajeva i Mostara, uglavnom prema Srbiji i Crnoj Gori.[1]

### 4. travnja
- U napadima na Osijek poginulo 12 hrvatskih branitelja i sedam građana.[1]
- Četnici pucali na promatrače EZ u Dubrovniku.[1]
- Proglašena opća mobilizacija na području Hrvatske zajednice Herceg-Bosne.[1]
- Policija iz Brčkog otkrila da je pokolj Muslimana i Hrvata u Bijeljini naredio general Blagoje Adžić, a Arkan i njegovi pomagača da su klali. Alija Izetbegović poziva tzv. JNA da intervenira u Bijeljini.[1]
- Predsjednik BiH Alija Izetbegović pozvao narod na samoorganiziranje, nakon što je izjavio: Armija nas je izdala.[1]

### 5. travnja
- Granate i dalje razaraju središta Osijeka, Slavonskog Broda i drugih hrvatskih mjesta.[1]
- Putem Televizije Sarajevo general Satish Nambiar apelirao da sve strane u BiH odlože oružje.[1]
- Grad Bijeljina u potpunosti pao u ruke Arkanovih četnika.[1]
- Zrakoplov Croatia Airlines iz zagrebačke zračne luke poletio na prvi redovni let u Frankfurt.[1]

### 7. travnja
- Sjedinjene Američke Države priznale Republiku Hrvatsku, Sloveniju i BiH. Dokumente o priznanju potpisao predsjednik George Bush.[1]
- Republika Hrvatska priznala Bosnu i Hercegovinu.[1]
- Vijeće sigurnosti Ujedinjenih naroda prihvatilo Rezoluciju broj 749, kojom i službeno odobrava što brži odlazak plavih kaciga u Hrvatsku.[1]
- Predstavnici ambasade SAD, s kulturnim atašeom Ianom Kellyjem na čelu, posjetili Demokratski savez Hrvata u Vojvodini i zanimali se za težak položaj Hrvata u Vojvodinu i Srbiji.[1]
- Jugovojska s Musapstana i zrakoplovne baze u Zemuniku topništvom napala najuže središte Zadra.[1]
- Bombardiran Široki Brijeg, poginulo pet, a više osoba je ranjeno.[1]
- Zrakoplovi JA bombardirali područje župe Međugorje. Samo svetište nije pogođeno, ali je šest kazetnih bombi na području Vinovice i Bijakovića načinilo znatne štete.[1]
- Zbog napada na Čitluk i Međugorje, Alija Izetbegović uputio najoštriji protest generalu JA Adžiću.[1]

### 8. travnja
- Zadar proživio najteži neprijateljski napad ove godine. Granate uništile krov rimokatoličke crkve sv. Petra Starog i Andrije, a znatno oštećen i samostanski kompleks Benediktinki sv. Marije.[1]
- Predsjedništvo BiH donijelo Odluku o proglašenju neposredne ratne opasnosti, kao i Odluku o izmjeni nazive Socijalističke Republike BiH u naziv Republika Bosna i Hercegovina.[1]

### 9. travnja
- U okupiranom Vukovaru pripadnici t.zv. Teritorijalne obrane ubili četvero pripadnika obitelji Pakšec: oca Stjepana Pakšeca pred suprugom mu i djecom, a suprugu i sinove su odveli u Novu ulicu, gdje su im ispalili hitac u glavu, nakon čega su ih bacili u bunar, a poslije i ubivenog supruga.Ani Galović: Zaboravljene žrtve velikosrpske agresije: Maloljetna braća Pakšec zvjerski ubijena i bačena u bunar  Narod.hr. 8. rujna 2019. Pristupljeno 24. listopada 2019.[1]
- Slovenija i Hrvatska nemaju teritorijalnih međusobnih zahtjeva, poštuju granicu, a susjedstvo drže sretnom okolnošću, naglašeno na sastanku komisija vlada Slovenije i Hrvatske, održanom u Zagrebu.[1]
- Pomorske snage NATO-a u Sredozemlju.[1]
- Evakuacija stotinjak židovske djece, žena i staraca iz napadnuta Sarajeva u Bugarsku.[1]
- Zrakoplovi JA tipa MIG 21 raketirali Ston.[1]

### 10. travnja
- Ministri EZ u Luxembourgu nametnuli tri uvjeta Srbiji koje treba ispuniti da se ukinu negativne mjere prema njoj.[1]
- Predsjednik BiH Alija Izetbegović uputio poziv međunarodnoj zajednici da spriječe srpski teror.[1]
- Srbi razaraju poštu u Sarajevu, kao i odašiljač RTV Sarajevo. Isto učinili i u Bihaću, uništivši odašiljač na Plješivici.[1]

### 22. travnja
- Italija osuđuje Jugoslavensku armiju - koju, kako je rečeno, kontroliraju Srbi - radi njezine umiješanosti u borbe u BiH.[2]
- Sjedinjene Države, kako javlja France presse, osudile sudjelovanje bosanskohercegovačke muslimanske milicije u ratu u BiH, a za njegovo izbijanje osuđuju i drže odgovornom Srbiju.[2]
- Policajci na slovenskoj granici kod Bregane zaustavili izbjeglice iz Bosne i nedopuštaju im ulazak u Sloveniju.[2]
- Iran povlači svog ambasadora iz Beograda.[2]
- Okupator pali kuće u Lasinji, Desnim Štefankima i Desnom Sredičkom nedaleko Zagreba.[2]
- Na nišanu četnika našao se i otočić Visovac na rijeci Krki, nedaleko Šibenika, sa srednjovjekovnim franjevačkim samostanom, spomenikom kulture.[2]

### 23. travnja
- Iz neprijateljskog uporišta u Tenji i Antunovcu topovima gađan Poljoprivredni fakultet u Osijeku.[2]
- Više od 27,000 izbjeglica iz BiH nalazi se na području Splita.[2]
- Općine Makarska, Ploče, Vrgorac, Imotski i Metković primile 32 000 izbjeglica iz BiH.[2]
- Branitelji Livna odbili tenkovski udar jugovojske i četnika.[2]
- Zapaljena rafinerija u Bosanskom Brodu.[2]

### 24. travnja
- Glavni tajnik Organizacije Islamske konferencije dr. Hamid Algabil uputio pismo zahvale dr. Tuđmanu za napore koje Hrvatska čini pomažući izbjeglicama iz BiH.[2]
- Osijek zasut s 1,000, a Vinkovci sa 700 projektila.[2]
- Oslobođena vojarna u Čapljini.[2]
- Livanjska obrana odbila sve napade jugovojske. Poginulo devet branitelja grada.[2]

### 25. travnja
- Ministri vanjskih poslova Austrije, Mađarske, Hrvatske i Slovenije poslali zahtjev Vijeću sigurnosti UN da zaustavi napade Srba na nezaštićena područja u BiH.[2]
- SAD obznanile da će priznanje nove Jugoslavije, koju kane osnovati Srbija i Crna Gora, ovisiti o prekidu rata u BiH.[2]
- - S jučerašnjim danom u Hrvatskoj 184 tisuće izbjeglih iz BiH.[2]
- Srpski terorizam u Nacionalnom parku Krka, razorena povijesna jezgra Skradina, uništen biljni pokrov parka i stoljetne šume, a mine su pogađale i same slapove.[2]

### 26. travnja
- Makedonski predsjednik Kiro Gligorov i predsjednik BiH Alija Izetbegović u Skopju potpisali Deklaraciju o uzajamnom priznanju dviju republika.[2]
- Makedonija uvela vlastitu monetu denar.[2]
- Jugosoldati pucali granatama po otoku Šipanu i gradskoj luci u Dubrovniku dok je isplovljavao brod Liburnija.[2]
- Jugovojska napalm-bombama napala Derventu.[2]

### 27. travnja
- U Beogradu proglašen Ustav Savezne Republike Jugoslavije, čime je rođena i treća Jugoslavija.[2]
- Turističke agencije iz Srbije organiziraju obilaske razrušenog Vukovara kako bi turistima pokazali što su ustaše učinile ovom srpskom gradu.[2]
- Prema podacima vladina Ureda za izbjeglice, u Hrvatskoj evidentirano 201.311 izbjeglica iz BiH.[2]
- Opća opasnost proglašena u Dubrovniku i Osijeku. Šest ratnih brodova jugomornarice namjeravalo kroz dubrovački akvatorij uploviti u luke Zaton i Slano.[2]
- bosanskohercegovačko Predsjedništvo i Vlada donijeli dugo očekivanu odluku po kojoj JNA mora napustiti BiH.[2]
- Srpski zrakoplovi raketirali Busovaču i Vitez.[2]
- Topništvo JA neprekidno tuče po svim dijelovima Mostara.[2]
- Pismo Mate Bobana Cutileiru, Izetbegoviću i Karadžiću, u kojemu predlaže da se, u skladu s prijedlogom EZ-a, odmah mandatira Ministarsko vijeće BiH od devet članova kao jedino tijelo privremenog upravljanja BiH.[2]

### 28. travnja
- Rusija priznala BiH, ali ne i Jugoslaviju.[2]
- Predsjedništvo BiH napokon imenovalo Srbiju kao agresora na Bosnu i Hercegovinu.[2]
- U povodu proglašenja Ustava SR Jugoslavije predsjednik Republike Hrvatske dr. Tuđman priopćuje da Hrvatska neće priznati SR Jugoslaviju dok ona ne prizna Republiku Hrvatsku i dok se bivša JA, osvajačka vojska te države, nalazi na teritoriju Hrvatske i BiH.[2]
- JA započela povlačenje iz istočne Slavonije.[2]

### 29. travnja
- Na zasjedanju KESS-a u Helsinkiju Srbiji dan ultimatum da prestane s agresijom na Hrvatsku i Bosnu i Hercegovinu.[2]
- U Lisabonu započeli bosanskohercegovački pregovori pod okriljem EZ-a. Jose Cutileiro ustrajao na postavci da je BiH neovisna država s nepovredivim granicama, zbog čega ne može biti nikakvog cijepanja.[2]
- Novi napadi na zadarsko područje, na sam grad Zadar palo više od 200 različitih topovskih projektila.[2]
- Neuspio agresorov helikopterski desant na Bilogoru.[2]

### 30. travnja
- Neprekidna paljba po Bosanskom Brodu i Derventi, napadnuto Orašje, dramatično u Odžaku.[2]
- Golema razaranja u Mostaru, JA osvojila relejnu stanicu na Veležu, te se na prvom programu TV Sarajevo počeo emitirati prvi program beogradske televizije.[2]
- Štab TO BiH naredio svim stanovnicima Republike i štabovima TO da se suprotstave agresorskoj jugoarmiji.[2]
- Republika Hrvatska opovrgava upletenost Hrvatske vojske u rat u Bosni i Hercegovini.[2]